# Saël
Ne doit pas être confondu avec SAEL ou Seal.
 (avril 2023).
La mise en forme du texte ne suit pas les recommandations de Wikipédia : il faut le « wikifier ».
Les points d'amélioration suivants sont les cas les plus fréquents. Le détail des points à revoir est peut-être précisé sur la page de discussion.
- Les titres sont pré-formatés par le logiciel. Ils ne sont ni en capitales, ni en gras.
- Le texte ne doit pas être écrit en capitales (les noms de famille non plus), ni en gras, ni en italique, ni en « petit »…
- Le gras n'est utilisé que pour surligner le titre de l'article dans l'introduction, une seule fois.
- L'italique est rarement utilisé : mots en langue étrangère, titres d'œuvres, noms de bateaux, etc.
- Les citations ne sont pas en italique mais en corps de texte normal. Elles sont entourées par des guillemets français : « et ».
- Les listes à puces sont à éviter, des paragraphes rédigés étant largement préférés. Les tableaux sont à réserver à la présentation de données structurées (résultats, etc.).
- Les appels de note de bas de page (petits chiffres en exposant, introduits par l'outil «  Source ») sont à placer entre la fin de phrase et le point final[comme ça].
- Les liens internes (vers d'autres articles de Wikipédia) sont à choisir avec parcimonie. Créez des liens vers des articles approfondissant le sujet. Les termes génériques sans rapport avec le sujet sont à éviter, ainsi que les répétitions de liens vers un même terme.
- Les liens externes sont à placer uniquement dans une section « Liens externes », à la fin de l'article. Ces liens sont à choisir avec parcimonie suivant les règles définies. Si un lien sert de source à l'article, son insertion dans le texte est à faire par les notes de bas de page.
- La présentation des références doit suivre les conventions bibliographiques. Il est recommandé d'utiliser les modèles {{Ouvrage}}, {{Chapitre}}, {{Article}}, {{Lien web}} et/ou {{Bibliographie}}. Le mode d'édition visuel peut mettre en forme automatiquement les références.
- Insérer une infobox (cadre d'informations à droite) n'est pas obligatoire pour parachever la mise en page.

Pour une aide détaillée, merci de consulter Aide:Wikification.
Si vous pensez que ces points ont été résolus, vous pouvez retirer ce bandeau et améliorer la mise en forme d'un autre article.
Saël, né Johann Garnier le 28 mars 1978 en Schœlcher (Martinique, France), est un chanteur et auteur-compositeur-interprète de reggae-dancehall français.
Il est particulièrement connu pour être l'auteur du titre Tchimbé Raid Pa Moli qui est un hit national.

## Biographie

### Débuts
Sa carrière débute dans les années 1990, dans un groupe de rap nommé Panthé noué avec Siloé et Chabin. À l'époque, le groupe donne des prestations dans l'île. Ensuite, c'est par l'un de ses amis Végéta qu'il se fait surnommer Saël. Il évolue en toastant sur des rythmes de reggae ou de ragga, influencé par de grandes pointures du reggae martiniquais comme Straïka D ou encore Guy Al Mc.
En 1998, après plusieurs années de travail sur son flow et sa voix, il sort son premier titre Jérusalem encouragé par Levy le leader de RMTG, puis s'enchaîne avec l'aide de Brother Jimmy pour son émission Reyel an mouvman sur RFO Guadeloupe, il trouve l'opportunité de tourner le clip Ils s'éternisent qui connut un franc succès puisqu'il sort en période de Carême et révèle l'artiste au grand jour. Mais il ne s'arrête pas là puis qu'il sort le titre teinté d'amour en featuring avec Admiral T intitulé Pas comme les autres qui lui est inspiré par la mère de son enfant. Grâce à ce titre il est nommé Meilleur Artiste Reggae de l'an 2000.
Enfin, il se révèle au public guadeloupéen avec le titre Marie-José en hommage à l'athlète guadeloupéenne Marie-José Pérec qui lui permet également d'obtenir le prix de la révélation aux NRJ Music Awards.

### Saël & Friends(2001[4])
En juillet 2001, il débarque en France et sort son premier album Saël & Friends vendu à plus de 45 000 exemplaires grâce au hit légendaire Tchimbé raid pa moli. Dans cet album Sael confesse sa foi religieuse à son public avec des titres tel que Vivre est une chanson, mais surtout il fait passer un message de soutien plus démunie et à la jeunesse.
En 2002, il sera de nouveau récompensé mais cette fois-ci de 3 prix à la Sacem en Martinique puis d'une récompense en Guadeloupe en tant qu'Album Caraïbe de l'année.

### Ma vision(2005)
En 2005, il sort son second album Ma vision avec une introduction inspirée d'une œuvre du célèbre poète et homme politique martiniquais Aimé Césaire. Cet album contient des collaborations avec des artistes comme Kolo Bart, Daddy Mory, Admiral T.

### Témoignage(2009)
En 2009, l'artiste sort l'album Témoignage où il relate les maux de la société antillaises avec en titre principal Péyi'a vendu à 70 000 exemplaires.

### Nalingi Yo(2018)
En 2018, Saël sort le single Nalingi yo, une déclaration d'amour comme il sait le faire.

### Full Proposition(2019)
En novembre 2019, pour ses 20 ans de carrière le chanteur de reggae interprète son nouveau titre Full Proposition composé par Staniski. Il s'exprime à l'antenne de Martinique la Première : 
« À la base, je suis un mélomane qui écoute quantité de musiques différentes : reggae, rap, R&B, variété française, musique africaine etc. Dès que je ressens la « vibes » d'un morceau, j'adhère. J'achète beaucoup d'albums, c'est l'un de mes hobbies. J'aime essentiellement les chansons à textes, c'est pour ça que j'écoute des artistes comme Francis Cabrel, Daniel Balavoine, Booba ou Renaud. Cela m'inspire et cela m'aide à écrire mes lyrics. J'élargis les thématiques de mes chansons tout en gardant ma touche personnelle. Je trouve également des mélodies intéressantes et moins agressives. De toute façon, je ne me vois pas écouter uniquement du reggae toute la journée. »

### They Will Never Know & My Lord(2020)
Il revient  un peu plus tard avec  des mélodies plus « roots and culture », des lyrics spirituels dans My Lord.
Pour clore l’année 2020 comme s’il adoucissait les cœurs, Sael pose en combinaison avec le talentueux Oswald  le tube They will never  know  produit par Staniski.

### Pandemonium & Rituel(2021)
Saël sort les titres Rituel et Pandemonium, ces deux titres dénoncent des pratiques malsaines et invitent à se recentrer sur l’essentiel, Dieu et l’Amour.

### Flowers Power& Bague au doigt (2022)
En 2022, Saël revient avec un titre pour les puristes ROOTS, sorti le 18/06/2022 – Flowers Power a su apaiser les esprits.
La fin de l’année 2022 est marqué par la sortie du titre BAGUE AU DOIGT issu de la compile de Don Miguel Don’s Collector V. Un titre très doux et qui se laisse chanter.

### Matinik Beauty(2023)
En juillet 2023, Saël déclare sa flamme à la Martinique avec ce titre AfroBeat composé par Staniski. 

### La Vérité(2024)
En juin 2024; Saël sort le single de son album Puzzle, La vérité, une chanson d’unité et d’espoir. Garder confiance en soi, qu’importe ce que autrui peut raconter, ou véhiculer.

### Puzzle(2024)
L’année 2024 signe les 25 ans de carrière de Saël, depuis 2012 Saël n’a cessé de sortir des singles, cependant pour célébrer ce cap des 25 ans, Saël offre à son public un opus de 11 titres. 

## Label
En 2013, il crée son label Maestria dans le but de promouvoir les jeunes talents de la Caraïbe notamment le compositeur au disque d'or Don Shorty.

## Succès
La carrière de Saël est décrite comme particulièrement riche puisqu'il ne cesse de sortir des hits notamment Family Favela en 2011, puis SOS d'un terrien en détresse qui cumule plus de 80 000 vues sur Youtube en 2015. La même année il sera aussi choisi par le comité martiniquais du tourisme comme ambassadeurs de la Martinique au côté de deux grandes sportives Maureen Nisima, championne du monde d'escrime, et Marie-Alyne Cimadure, figure emblématique du basket-ball en Martinique.

## Discographie

### Albums et singles collaboratifs
- 2010 : Kalash - Es Zot Paré sur l'album Kalash
- 2021 : Admiral T - Piw Ki Bétay sur l'album 40 Degrés

Featuring

## Récompenses
| Années | Récompense       | Catégorie                   |
| ------ | ---------------- | --------------------------- |
| 2000   | Prix Sacem       | Meilleur Artiste Reggae     |
| 2001   | NRJ Music Awards | Révélation Ragga de l'année |
| 2002   | PrIx Sacem       | Auteur                      |
| 2002   | Prix Sacem       | Succès                      |
| 2002   | Prix Sacem       | Chanson de l'année          |
| 2002   | Album Caraïbe    | Meilleur Album              |